# دفتر بین‌المللی صلح
دفتر بین‌المللی صلح (فرانسوی: Bureau International de la Paix‎) به اختصار IPB که در سال ۱۸۹۱ میلادی افتتاح شد، یکی از قدیمی‌ترین سازمان‌های مرتبط با صلح در جهان است.

این سازمان در سال ۱۹۱۰ «برای پیوند جوامع صلح در کشورهای گوناگون» برندهٔ جایزه صلح نوبل گردید. در سال ۱۹۱۳ نیز هنری لافونتن رئیس این سازمان نیز موفق به دریافت جایزه صلح نوبل گردید. تا سال ۲۰۱۲، یازده برندهٔ جایزهٔ صلح نوبل عضو این سازمان بوده‌اند.